# Yên Nhân
Yên Nhân là một xã thuộc huyện Thường Xuân, tỉnh Thanh Hóa, Việt Nam.
Xã Yên Nhân có diện tích 190,88 km², dân số năm 2008 là 4695 người, mật độ dân số đạt 25 người/km².